# Иван Пампулов
Иван Пампулов е български просветен деец и революционер, председател на околийския комитет на ВМОРО в Енидже Вардар.

## Биография
Иван Пампулов е роден в Кюстендил или по-вероятно в Сопот. Завършва Киевската духовна академия и е назначен за главен учител в Енидже Вардар. Същевременно заема поста председател на околийския комитет на ВМОРО и остава на този пост поне до Младотурски преврат от юли 1908 година, когато е посрещнат тържествено в града заедно с Апостол Петков и другите учители и четници на организацията.
Негов родственик е духовникът Протасий Пампулов.